# Ayres de Sousa
Ayres Francisco Nicéforo de Sousa nasceu em Ribandar (Goa) aos 21 de Outubro de 1905 e faleceu em Lisboa aos 17 de Fevereiro de 1980. Foi uma das mais marcantes figuras da antiga Índia Portuguesa no século XX.

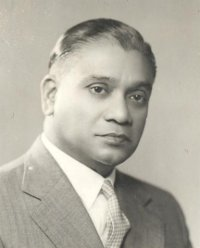
Ayres de Sousa (1905-1980)

Viajou sozinho da Índia para Lisboa aos 16 anos para concluir os estudos secundários no Liceu Camões. Licenciou-se em 1929 na Faculdade de Medicina de Lisboa.
Escolheu a especialidade de Radiologia, tendo estagiado em diversos Serviços europeus. Fez grande parte da sua carreira hospitalar nos Hospitais Civis de Lisboa, tendo sido Diretor de Serviço do Hospital do Desterro.
Na carreira universitária, alcançou a Cátedra de Radiologia da Faculdade de Medicina de Lisboa (1967) . Foi Diretor do Serviço de Radiologia do Hospital do Ultramar (depois Hospital de Egas Moniz), vindo depois a dirigir o Serviço de Radiologia do Hospital de Santa Maria. Em 1973 foi nomeado Diretor deste Hospital Universitário.
Incansável investigador, criou diversos métodos radiológicos onde interessou-se sobretudo pela investigação angiográfica. Debruçado apaixonadamente sobre o setor submacroscópico vascular, dirigiu notáveis pesquisas nessa área. Ficou a ser considerado como o criador da Escola Portuguesa de Microangiografia. Alguns dos seus métodos radiográficos despertaram, efetivamente, enorme interesse internacional. Introduziu em Portugal os estudos com contrastes iodados de eliminação renal e vesicular seletiva.
Foi um conferencista e orador de grande brilho. Leitor incansável e cultor da língua portuguesa, isso era patente na perfeição da sua escrita e na elegância da sua oratória. Destacava-se, contudo, pela sua sobriedade.
Dedicou igualmente especial interesse à História da Medicina, tendo investigado diversos temas relativos à Medicina Portuguesa no Oriente. Durante algum tempo foi regente da Cadeira de História da Medicina na Faculdade de Medicina de Lisboa.
Foi o 51º Presidente da Sociedade das Ciências Médicas de Lisboa.
Presidente e Membro Honorário de diversas Sociedades Científicas europeias, americanas e asiáticas. Em 1958 foi-lhe confiada uma Missão Cultural ao Oriente. Nessa longa viagem, proferiu conferências em Carachi, Goa, Macau e Japão. A Universidade Federal do Rio de Janeiro conferiu-lhe o Doutoramento Honoris Causa (1967). Uns dos seus entusiasmos de sempre foi a aproximação entre a Medicina de Portugal e do Brasil.
Após o seu falecimento, o Município de Lisboa deu o seu nome a uma das ruas da Capital, distinção que Goa lhe havia concedido ainda em vida.
Foi autor de um enorme número de publicações nas áreas da Radiologia e da História da Medicina. Duas das suas obras de destaque são: ensaio da sua aplicação ao estudo da hemodinâmica onde foi descrita uma técnica radiológica de projeção mundial com honrosa referência no Tratado de Shintz, e "Radiologia do Aparelho Digestivo" editada pela Fundação Calouste Gulbenkian postumamente (1980).